# Der Kobold
Der Kobold ("Il folletto") op. 226, è una polka-mazurka di Johann Strauss II.
(Johann Strauss)

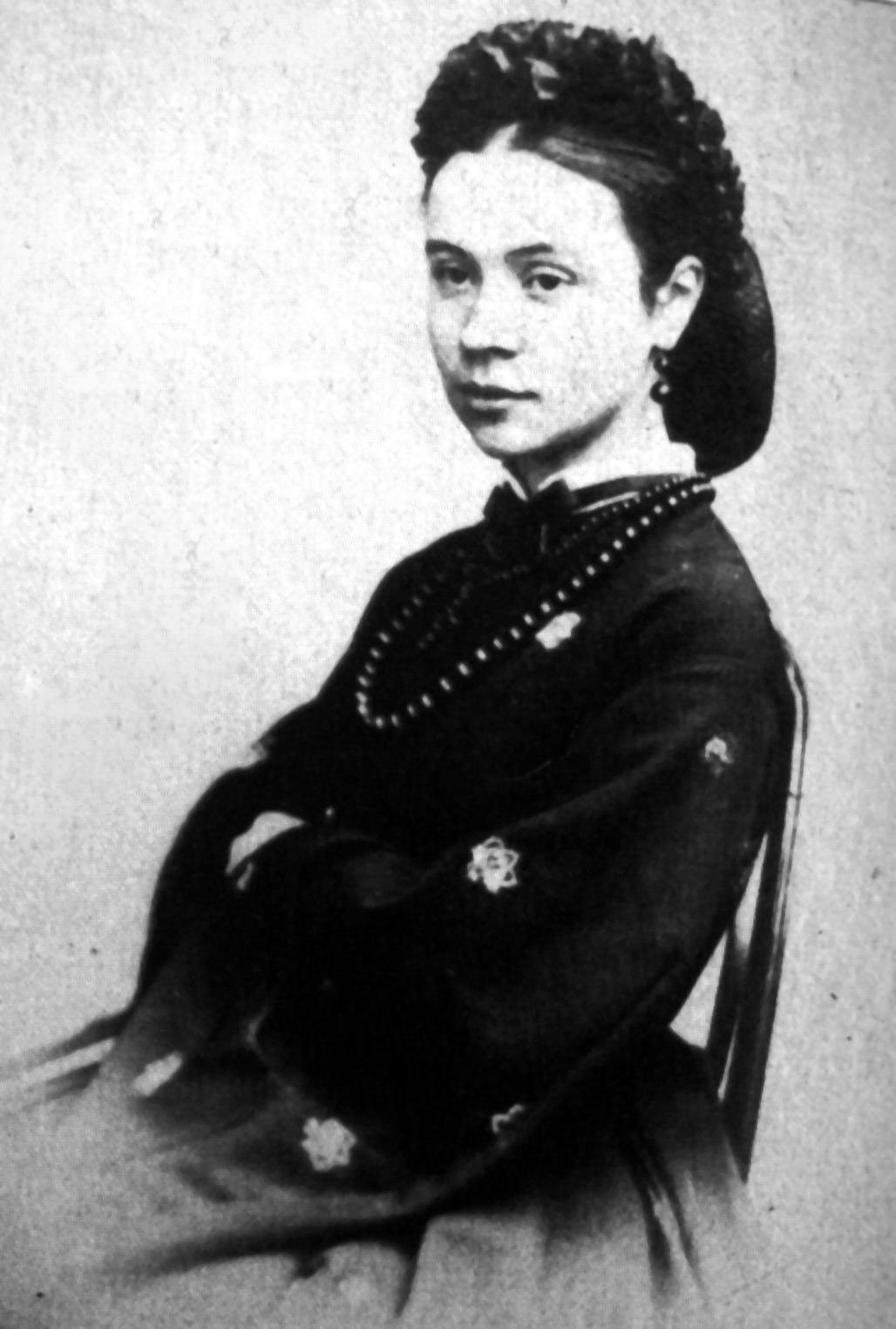
Ol'ga Smirnickaja (1837-1920).

Johann Strauss scrisse queste righe il 14 novembre 1859, circa due settimane dopo il ritorno a Vienna dalla sua quarta stagione estiva di concerti a Pavlovsk, vicino a San Pietroburgo. 
Le sue parole erano rivolte a Ol'ga Smirnickaja, la giovane ragazza russa, incontrata per la prima volta durante l'estate del 1858, di cui il compositore si innamorò perdutamente. 
Strauss diede alla sua amata vari nomignoli, fra cui L'Espiègle e Der Kobold, ossia folletto in francese e in tedesco. Nel settembre 1859, per esempio, concluse una lettera rivolta a Ol'ga con queste parole:
(Johann Strauss)
L'Espiègle fu anche il titolo che Strauss scelse di dare alla polka-mazurka che dedicò alla sua amata Ol'ga e che eseguì per la prima volta durante un concerto di beneficenza presso il padiglione Vauxhall di Pavlovsk il 13 agosto 1859.
Strauss diresse la prima esecuzione della nuova polka al cospetto del pubblico viennese il 20 novembre 1859 ad un concerto nel Volksgarten insieme al fratello Josef; questo evento fu la sua prima apparizione pubblica dopo il ritorno dalla Russia. 
Il programma, che comprendeva cinque nuove opere di Strauss scritte per il pubblico russo, venne applaudito con grande gioia da parte del pubblico di 2000 persone che quel giorno presero parte all'avvenimento. Il giorno seguente, Strauss scrisse una lettera alla sua amata nella quale la informò dei successi ottenuti dal valzer Reiseabenteuer op. 227 aggiungendo anche:
(Johann Strauss)
Nonostante la passione del compositore verso la giovane ragazza russa, ben presto Strauss fu costretto a prendere atto dell'impossibilità di una loro unione.
L'ostacolo maggiore ai suoi sogni d'amore furono gli aristocratici genitori di Olga, la cui opposizione a fare del compositore viennese il loro futuro genero fu ben chiarita a Strauss nel corso di un suo incontro con la madre di Ol'ga che, a metà settembre 1859, gli espresse tutta la propria disapprovazione.
A fronte dell'intransigenza dei genitori, Olga pose termine ad ogni rapporto con Strauss. All'inizio del 1860 scrisse ancora al compositore una lettera nella quale lo avvisava del suo prossimo matrimonio con un altro. Facendo riferimento al nomignolo che il compositore le aveva attribuito, così chiuse la lettera:
(Ol'ga Smirnickaja)